# Anopheles donaldi
Anopheles donaldi este o specie de țânțari din genul Anopheles, descrisă de Reid în anul 1962. Conform Catalogue of Life specia Anopheles donaldi nu are subspecii cunoscute.